# Myrceugenia colchaguensis
Myrceugenia colchaguensis là một loài thực vật có hoa trong Họ Đào kim nương. Loài này được (Phil.) Navas mô tả khoa học đầu tiên năm 1970.